# Bog (nautisk term)

A. vindöga, B. bidevind, C. halvvind, D. slör och E. läns.

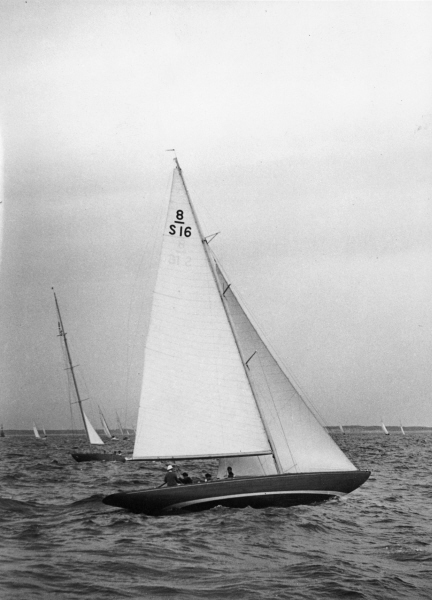
8mR-yachten Ilderim II seglande dikt bidevind för styrbords halsar.

Bog eller segelsätt anger båtens färdriktning i förhållande till vindens riktning.
Vid akterlig vind seglar båten på läns och med vinden in snett akterifrån kallas bogen för slör. Halvvind benämns bogen då vinden infaller mot båtens sida och bidevind då vinden kommer snett förifrån. Med vinden stick i stäv ligger båten med fladdrande segel i det så kallade vindögat. 
De flesta ordinära segelbåtar kan inte gå närmare vinden än cirka 30 grader, medan kappseglare som exempelvis R-yachter eller skärgårdskryssare klarar att segla en kurs, som ligger cirka 25 grader från vindriktningen. Att ansätta en kurs så nära den nämnda, att minsta lovning medför sådan vindturbulens i seglen att dragkraften i dessa markant minskas, kallas att segla dikt bidevind. 
Då man har vinden in från styrbord sägs man segla för styrbords halsar och vid vind in från babord för babords halsar.
Bog som del av en farkost avser farkostens främre sida, det vill säga partiet mellan förstäven och den bredaste punkten på skrovet, eller på segelfartyg, akterut till höjd med den främsta masten. Om ett föremål syns snett föröver sägs det befinna sig "på styrbords bog" respektive "babords bog". Ett äldre uttryck är "kranbalksvis om styrbord", eftersom kranbalken för att hissa ankaret satt monterad i bogen.